# Zhang Zeduan
Zhang Zeduan, nome di cortesia Zhèngdào (正道T), accreditato a volte come Zhang Zerui (張擇端T, 张择端S, Zhāng ZéduānP, Zhang Tse-tuanW; Zhucheng, 1085 – 1145), è stato un artista e pittore cinese della dinastia Song.
Vissuto durante il periodo di transizione tra i Song Settentrionali ed i Song Meridionali, Zhang fu un pioniere dell'arte paesaggistica cinese, poi divenuta famosa nel mondo con il nome di Shan shui (山水, "montagne ed acqua").

## Biografia

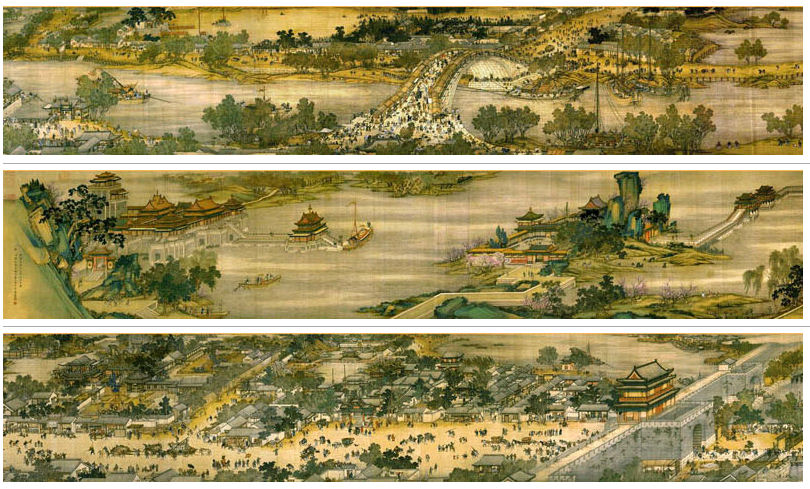
Dettaglio del dipinto "La festa di Qingming lungo il fiume", rifacimento del XVIII secolo

Nativo di Dongwu (l'attuale Zhucheng, nello Shandong), Zhang era pittore di corte della dinastia Song Settentrionale. Dopo la caduta della dinastia, i suoi dipinti erano spesso intrisi di critiche verso la realtà sociale dell'epoca.
Il dipinto più famoso di Zhang Zeduan è La festa di Qingming lungo il fiume, un ampio rotolo nel quale è dipinta una scena di vita cittadina durante le celebrazioni della festa di Qingming. Famosa in tutta la Cina, quest'opera ispirò anche lavori di altri generi artistici. Tipico il caso di un imperatore della dinastia Yuan (1279-1368) che, ispirato, ne scrisse una poesia di lode. Durante la dinastia Qing, nel XVIII secolo, venne dipinto un rifacimento dell'opera.

## Significato storico
In termini di significato storico, l'opera originale di Zhang La festa di Qingming lungo il fiume rivela molto a proposito degli usi e costumi della civiltà cinese nell'XI e nel XII secolo. La miriade di personaggi diversi, rappresentati sulla pergamena mentre interagiscono tra loro, rivelano alcune sfumature della struttura sociale dell'epoca. Zhang, però, dipinge anche dettagli accurati di alcune pratiche tecnologiche della Cina dei Song. Per esempio, è individuabile una vascello fluviale che abbassa l'albero bipiede prima di passare sotto un ponte. Vengono mostrati due tipi principali di vascelli, entrambi dei quali hanno un timone sospeso per la direzione; il dipinto mostra navi cargo con poppe strette o battelli da passeggeri e imbarcazioni più piccole con poppe più ampie, che navigano a monte o che sono attraccate lungo le banchine per il carico-scarico delle merci. Grandi scandagli di poppa o di prua sono visibili in almeno tre imbarcazioni, mossi da otto uomini ognuno. Tra i dettagli individuabili nell'opera, si può notare come i giardini personali abbiano iniziato a mettere radici in Cina proprio in epoca Song: oltre all'immenso giardino a muro all'estrema sinistra della pergamena, infatti, si notano diversi giardini privati con colline artificiali e ammassi rocciosi.